# 709-й восточный полк особого назначения
709-й восто́чный полк осо́бого назначе́ния (нем. 709. östliches Spezialregiment) — тактическое подразделение вермахта, состоящее из немцев и белоэмигрантов, а также бывших военнопленных Красной Армии во время Второй мировой войны.

## Формирование
Подразделение в виде штурмовой группы было сформировано 24 августа 1941 года в Корюке 582 (9-я армия) на базе 9-й моторизованной роты 18-го пехотного полка 416-й пехотной дивизии. Его возглавил лейтенант Георг Титьен. Первоначально группа состояла из трех рот. В его задачи входила борьба с партизанами. Первоначально в ней был чисто немецкий состав. На 20 сентября она достигла численности 3 офицера и 55 унтер-офицеров и солдат. С самого начала. С октября по 15 ноября было сформировано шесть рот (по 50 человек каждая) и артиллерийский взвод. К 1 ноября 1941 года группа состояла уже из 300 русских добровольцев, разделенных на 6 рот по 50 человек. В каждой роте присутствовало 25-35 человек немецкого персонала, специально выделенных для этой цели из 9-й роты 18-го пехотного полка.
Изначально подразделение именовалось как «Штурмовая группа Титьена» (нем. Angriffgruppe Tietjen), но среди русских кругов подразделение получило прозвище «Белый крест», из за своих шевронов с белым крестом в чёрном круге.
Все бойцы носили на своей форме шеврон в виде белого креста в чёрном круге. Отличительным знаком группы стали также и шевроны РОА, нашитые на рукава кителей бойцов.

## Участие в боевых действиях
В феврале 1942 года несколько рот штурмовой группы участвовало в ожесточенных боях за г. Ржев. Русским командиром взводов был бывший выпускник Николаевского кавалерийского училища, белоэмигрант А. П. Заустинский. Заместитель командира — Б. Н. Карцев.
С 1 марта 1942 года группе была придана артиллерийская батарея (четыре советских 76-мм. орудия). Также группа была оснащена 58 ручными пулемётами и 22 крупнокалиберными пулемётами, 20 легкими и 18 средними миномётами, 7 45-мм противотанковыми пушками, 4 76-мм пушками и 4 122-мм пушками, а также несколькими трофейными танками Т-34. В сентябре 1942 года группа разрослась и включала в себя три добровольческих батальона под номерами 582. В это же время была сформирована 582-я резервная восточная рота, учебное подразделение для подготовки новобранцев для нужд группы. Позднее батарея была переформирована в 582-ю восточную батарею. Имелся также танковый взвод «Панцер-цуг 682». В ноябре 1942 года батальонам была присвоена нумерация соответственно: ост-батальон 628, ост-батальон 629 и ост-батальон 630.
Помимо участия в штурме Ржева, полк вёл бои с регулярными частями Красной армии зимой 1942 г. и держал оборону на мосту через реку Нерусса 29 июля 1943, а также сражался вокруг города Духовщина (Смоленская область) во время антипартизанской операции «Цыганский барон» весной — летом 1943 г.
Летом 1943 года из штурмовая группа была переформирована в 709-й полк особого назначения. Его составляли 628, 629, 630 остбатальоны, артдивизион, танковый взвод из 7 танков и 582-я восточная артбатарея (четыре орудия). Батальоны под командованием Георга Титьена несли охрану железнодорожной колеи на участках Суземка-Середина-Буда и Суземка-разъезд Нерусса, обороняли населенные пункты Старая Погощь, Новая Погощь, Синчуры.
С 11 мая 1943 года командиром полка был назначен полковник Курт Гейзер. В июле 1943 года танковое подразделение полка использовалось на Курской дуге. Танки Т-34 с русскими экипажами были приданы 6-й танковой дивизии 69-й немецкой армии и были использованы в ночной атаке в районе села Ново-Оскочное. Добровольцы, немцы и советские подразделения в темноте не опознали друг друга, но затем разгорелся бой, в ходе которого советская колонна была фактически уничтожена. 628-м ост-батальоном командовал лично майор (с августа 1943 года) Георг Титьен.
Ранним утром 26 ноября полк добрался до Варшавы. 27 ноября прибыл в Германию, а 2 дня спустя был у французской границы, приняв участие в отражении вторжения англо-американских войск. В декабре 1943 года полк был переброшен в Бельгию (Брюгге) и придан 712-й пехотной дивизии 15-й армии. В январе 1944 года батальон был официально включен в состав 745 гренадерского полка 712-й пехотной дивизии в качестве 1-го батальона. С апреля 1944 года влит в состав 857-го гренадерского полка 346-й пехотной дивизии 13 декабря 1944 года был переброшен в Мюнзинген для формирования дивизий ВС КОНР. 630-й ост-батальон, переформированный из 3-го добровольческого батальона 582 в ноябре 1943 года был размещен в Байе, провинция Бретань (Франция), в марте 1944 года. в г. Сиссоне, тогда же переименован в 1-й ост-батальон 857-го гренадерского полка 346-й пехотной дивизии. В августе батальон, понесший значительные потери в боях с англо-американскими войсками отступил из Нормандии. В ноябре 1944 года прибыл в г. Мюнзинген. Дальнейшая судьба русских добровольцев «Белого креста», ставших пионерами антикоммунистической борьбы подсоветских людей во Второй мировой войне, неразрывно связана с судьбой 1-й дивизии ВС КОНР.
В декабре 1944 г. 628-й и 630-й батальоны вошли в состав Вооруженных Сил Комитета Освобождения Народов России, а русские солдаты 629-го батальона (расформированного) остались сражаться в 9-й армии вермахта, до её капитуляции американцам в мае 1945 г.

## Организационный состав
- Командир — лейтенант Георг Титьен
- 1-я рота — подпоручик Павел Гординский
- 2-я рота — полковник Владимир Верьяновский
- 3-я рота — капитан Василий Червяков
- 4-я рота — капитан Николай Белов
- 5-я рота — подполковник Емнич, а с 12 июня 1942 года — полковник Михаил Маркевич
- 6-я рота (артиллерийская батарея) — лейтенант Георгий Трескин
- 7-я рота (новобранец и резерв) — лейтенант Всеволод Назанов
- 8-я рота (тяжелое вооружение) — подполковник Емнич